# Aghnar le Bisaïeul
Aghnar le Bisaïeul est le titre du troisième tome de la série de bande dessinée La Caste des Méta-Barons. C'est également l'un des principaux personnages de cette série.

## Caractéristiques du personnage
Aghnar naît de l'Amour de sa mère, Honorata Von Salza, prêtresse Shabda-Oud, envers celui qu'elle était censée séduire, Othon Von Salza. Honorata avait reçu pour mission de mettre au monde un enfant hermaphrodite, mais c'est bien un mâle qui naîtra, et perpétuera la caste des Méta-Barons (et s'opposera une bonne partie de sa vie aux nonnes Shabda Oud). Ce sera le Méta-Baron qui prendra le plus de distance avec la Caste, refusant de se soumettre à ceux qui ont ôté la vie de tous ceux et celles qu'il aimait : son père, sa mère, sa femme. Il deviendra pourtant le guerrier le plus puissant de l'univers, mais refusera de mettre son art au service de l'empereur comme autrefois son père. Il sera de toute la Caste celui qui incarnera le mieux le sens de l'honneur des Castaka, et surpassera son père grâce à la maîtrise des techniques mentales Shabda Oud.
Fils d'Othon le Trisaïeul, Aghnar naît dans des circonstances particulières : entre ciel et terre. Sa mère est touchée au ventre par une cartouche d'épyphyte (la substance fabuleuse de Gangez dont sont détenteurs les Méta-Barons qui supprime le poids de tout objet). De là viendra sa particularité : il ne possède aucun poids, lui donnant à la fois une agilité surhumaine et un manque d'appui pour ses coups, chose pourtant primordiale pour un guerrier.
Pour cette dernière raison, son père refuse au départ de s'occuper de lui, considérant qu'il n'est pas digne de lui succéder un jour. C'est donc Honorata qui fera son éducation les 7 premières années de sa vie, lui enseignant sans relâche les techniques de combat Shabda-Oud. Dans un environnement hostile et froid, il devra sans relâche exercer ses pouvoirs mentaux, vivre en solitaire (il n'a comme compagnon qu'un tendre animal doué de langage que sa mère l'obligera à tuer le jour de son anniversaire), et apprendre à se battre malgré son absence de poids. Pour cela il portera des poids aux chevilles lui assurant la stabilité dont il manquait.
Âgé de sept ans Honorata et Aghnar rentrent chez eux, pour voir Othon qui décide de lui faire passer un test. De ce test dépendra la survie de la caste : si Aghnar réussit, Othon le considèrera comme son fils et l'entrainera, si Aghnar échoue c'en sera fini de la Caste et Othon accompagnera son fils dans la mort. Aghnar triomphe du test, qui consistait à désactiver un robot armé de huit bras en pressant le bouton situé en son centre.
Aghnar devra alors se soumettre à l'épreuve de contrôle de soi, et sacrifier une partie de ses membres. Une machine, que lui seul peut arrêter lui broiera lentement les pieds. La machine s'arrêtera d'elle-même lorsqu'il ne restera plus d'os à broyer, alors même que le jeune Aghnar a prouvé sa vaillance et convaincu son père, il se fera alors greffer des pieds métalliques qui lui permettront, enfin, de posséder un véritable poids.
Mais ses retrouvailles avec son père ne seront que de courte durée. Les nonnes Shabda-Oud viennent récupérer l'enfant-infante qui leur était initialement destiné. Aghnar réussit à les vaincre, avec le soutien mental de ses parents. Othon son père vaincra leurs monstres-vaisseaux, terrifiants cétacyborgs réputés indestructibles, mais ressortira mortellement blessé de son combat. Honorata, mourra devant eux, par l'explosion d'une bombe greffée dans son corps par les Shabda-Oud.
Enfui sur une planète désertique, au sein de l'imposant Méta-Bunker, Aghnar, au désespoir devra tuer son père afin de le convaincre qu'il sera en mesure de venger sa mère. Othon ne pouvait survivre à son dernier combat et se sacrifie au nom de la caste. Aghnar ne possède désormais qu'un seul but : détruire les Shabda-Oud, responsables de la mort de ses parents.